# Rijksmonument 524826

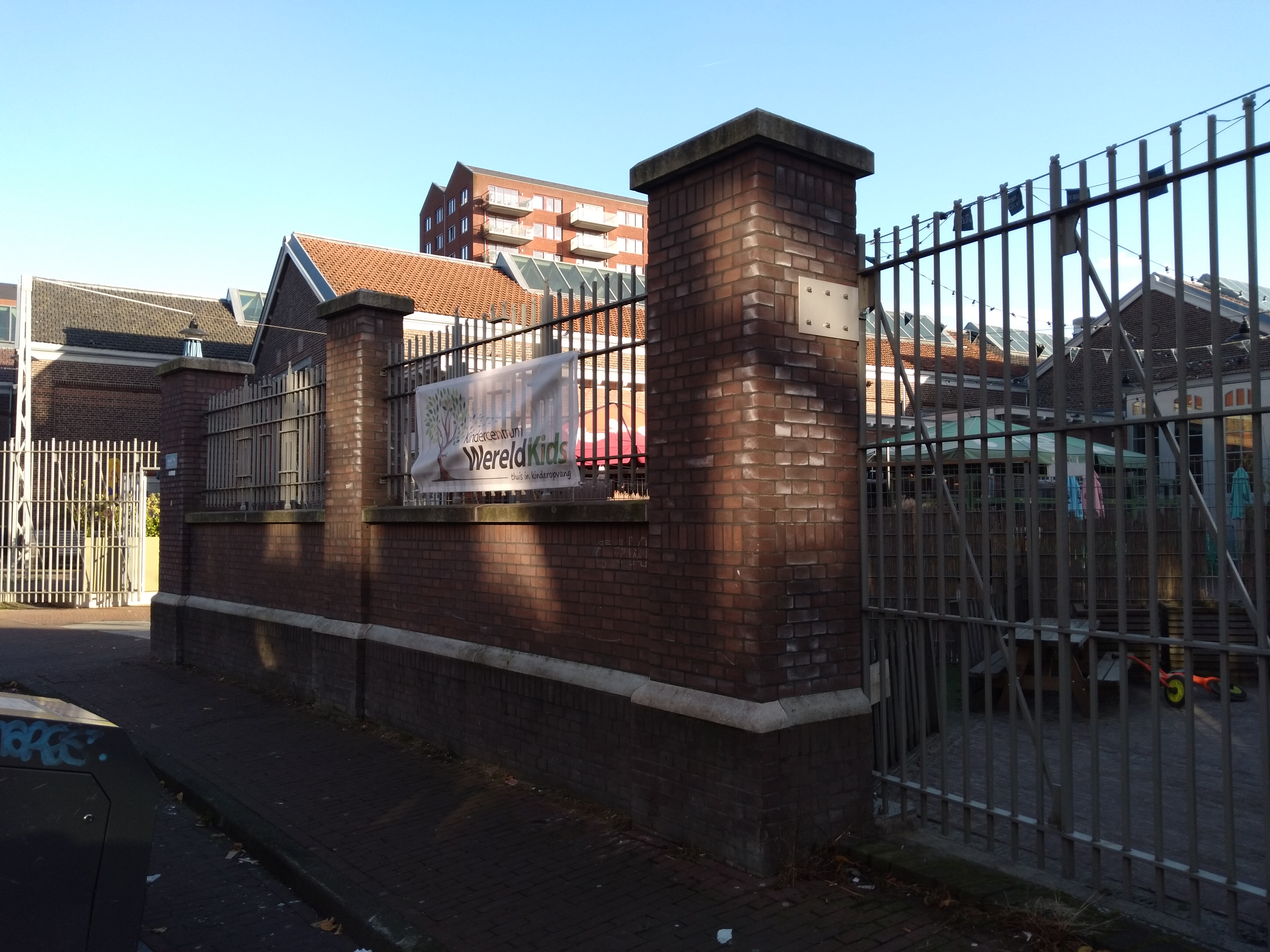
Een van de onderdelen van de ommuring in november 2021

Onder Rijksmonument 524826 is begrepen de terreinafscheiding rondom de voormalige Remise Tollensstraat, dat in de jaren tussen 2012 tot en met 2015 werd omgebouwd tot cultureel centrum De Hallen, Amsterdam Oud-West. Het maakt deel uit van het monumentencomplex 524818, dat alle restanten van de voormalige tramremise omvat.
Aan de zuidzijde van het Bellamyplein werd in 1902 door de Gemeentetram Amsterdam de Remise Tollensstraat geopend met de hoofdingang aan de Tollensstraat, een kleine ingang aan de Bilderdijkkade en de in- en uitgangen voor het rijdend materiaal aan het Bellamyplein. Volgens het monumentenregister werd het complex in de volgende jaren steeds aangepast en vergroot met name in de periode 1904-1916. De twee ingangen aan Bilderdijkkade en Bellamyplein kregen terreinafscheidingen bestaande uit muren, posten en hekwerken. De terreinafscheiding aan het Bellamyplein is vele malen groter dan die aan de Bilderdijkkade, die vanaf 2015 toegang biedt tot de Hannie Dankbaarpassage.
De tramremise hield het langer vol (tot 2005 met aanvullende bestemmingen) dan de hekwerken. Bij een renovatie in 1983 al werden de metalen hekwerken die op bakstenen muren rustten en tussen eveneens bakstenen kolommen hingen vervangen door modernere 20e eeuwse exemplaren. De muren en kolommen werden gerenoveerd/gerestaureerd. De muren en posten werden in mei 2002 opgenomen in het monumentenregister; de moderne metalen hekwerken niet. Reden voor het verlenen van de monumentstatus waren:
- de muren hebben insnoeringen
- de muren en posten hebben een bijzondere metselverband (horizontaal afgewisseld met verticaal)
- de muren en posten hebben natuurstenen dekstenen
- posten zijn risalerend ten opzichte van de muren
- afwisseling in de grootte van de poorten (Bellamyplein).

Het totaal werd gezien als historisch-functioneel onderdeel van het complex, dat op zich ook een rijksmonument is. Het monumentenregister van het cultureel erfgoed voegde in het register toe dat delen van de oorspronkelijke hekwerken zich nog op het terrein bevonden. 